# 九州誠道會

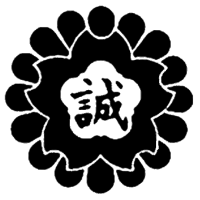
九州誠道會的代紋（紋章）印

二代目浪川會（日语：きゅうしゅうせいどうかい）是日本福岡縣警方在2008年2月底所認定之暴力團體（日本法律術語：指定暴力團），總部新設於福岡縣 大牟田市八江町38-1，主要活動地域在東京、福岡、佐賀、長崎、熊本、山形等1都5縣內，已於2013年6月11日宣布解散。雖然已經解散了，但該會末代會長朴政浩於同年10月7日又率領原班人馬成立了新團體浪川睦會，由於成員幾乎沒有改變，所以該會仍被日本警方認定為指定暴力團，正式成員約有170人（2022年12月底、勢力範圍：1都5縣）。

## 簡要大事記
2006年5月間，道仁會的第2代會長松尾誠次郎突然宣佈退休，指定其最親近的理事長大中義久（二代目松尾組組長）繼任會長，然而旗下勢力最大的村上家（總部設於福岡縣大牟田市，成員約200人）第三代、永石組、鶴丸組及高柳組反對此決策，於是這些反對勢力脫離了道仁會，兩方爆發一連串衝突與暗殺事件。同年6月，反道仁會之勢力決定成立新組織「九州誠道會」，並於同年7月19日於福岡縣大牟田市舉行成立儀式。
2007年6月16日，在會內擔任顧問的鶴丸組組長鶴丸善治遭到暗殺，一直到同年11月兩會之間仍持續為爭奪地盤而火拼。
2008年3月20日，九州誠道會會長村神長二郎與副會長永石秀三副會長共同發表退休聲明，與道仁會之間的爭鬥也因此終結。
2013年6月11日、九州誠道會向福岡縣久留米警察署提出「解散決定書」，正式宣告解散。
2013年10月7日、宣布解散九州誠道會的原會長浪川政浩率領原班人馬在熊本縣天草市的一間神社舉行新團體浪川睦會的開業儀式。
2015年、浪川睦會改稱「浪川會」。

## 歷代會長

### 九州誠道會時期
- 初代 - 村神長二郎（本名：朴植晩，原第三代村上一家總長）
- 第二代 - 浪川政浩（本名：朴政浩，原第四代村上一家總長）

### 浪川會時期
- 初代 - 浪川政浩（本名：朴政浩，原第四代村上一家總長）
- 二代目 - 梅木一馬（五代目村上一家總長）

## 高級幹部
- 會長 -  梅木一馬（五代目村上一家總長）
- 代理會長 - 佐村政實（佐政總業組長）
- 最高顧問 - 永石秀三（永石組組長）
- 理事長 - 神宮光彥（神宮組組長）
- 幹事長 - 三井明博（二代目城後組組長）
- 風紀委員長 - 渡邉大二郎（二代目永虎組組長）
- 懲罰委員長 - 大和武士（二代目藤村組組長）

| 組織名稱       | 郵遞區號   | 總部地址                                  |
| -------------- | ---------- | ----------------------------------------- |
| 第三代村上一家 | 〒836-0866 | 福岡縣大牟田市上官町2-4-2                 |
| 永石組         | 〒840-0806 | 佐賀縣佐賀市神園4丁目4-12 永石建設公司2樓 |
| 鶴丸組         | 〒840-0811 | 佐賀縣佐賀市大財1丁目6-28                 |
| 高柳組         | 〒830-0042 | 福岡縣久留米市莊島町334-1-203             |

## 關聯項目
- 日本朝鮮族
- 大牟田4人殺害事件
- 佐賀住院患者誤殺事件 (佐賀入院患者射殺事件)

## 相關資料連結
- 月刊實話（日本）